# 릭비다토리

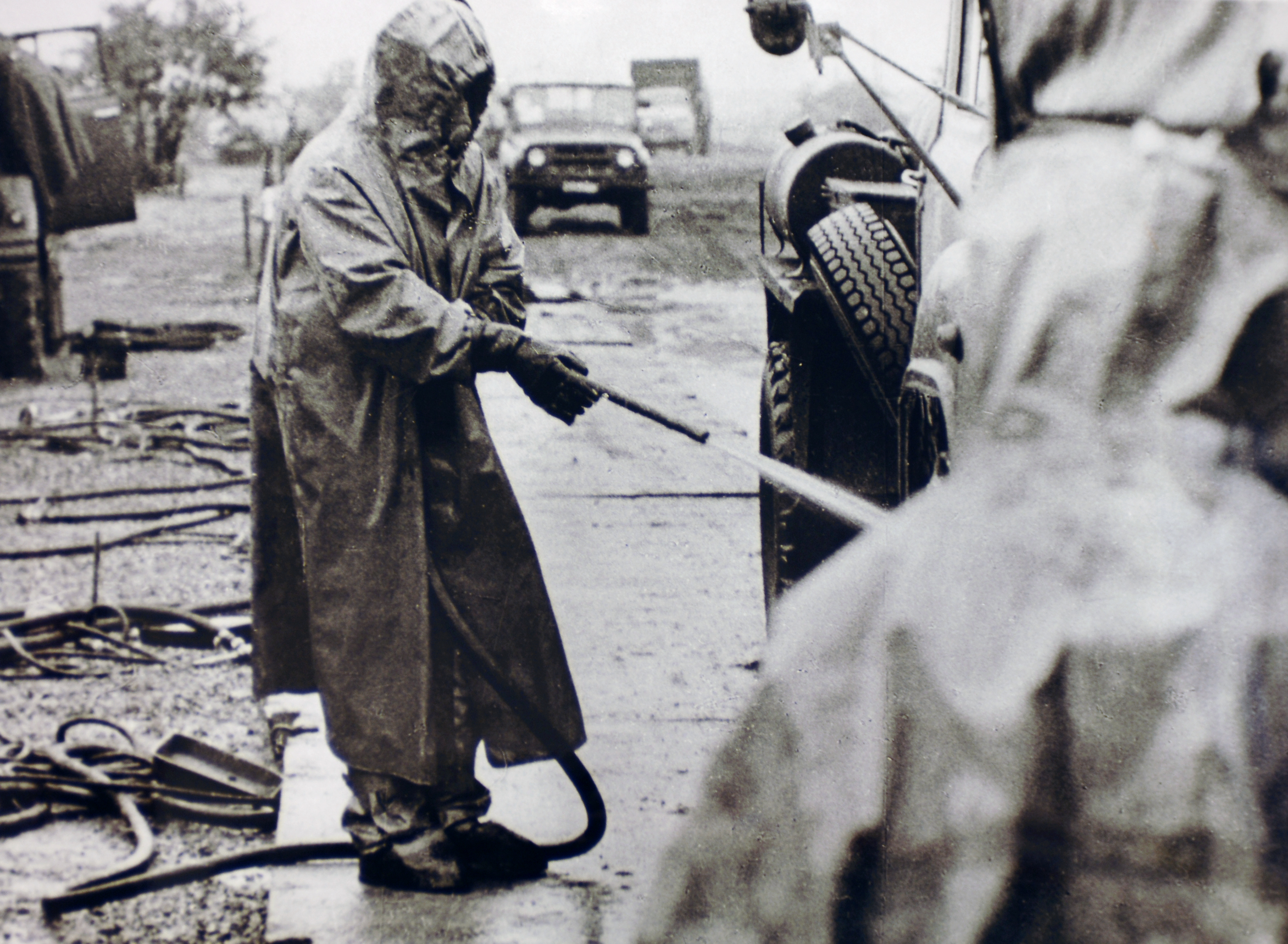

릭비다토리(러시아어: Ликвидаторы, 우크라이나어: Ліквідатори, 영어: liquidators)는 체르노빌 원자력 발전소 사고의 철거・제염작업에 종사한 사람들을 말한다. 단수형으로는 릭비다토르(러시아어: Ликвидатор, 우크라이나어: ліквідатор). 원래 릭비다토르란 “청산인”이라는 뜻으로 무언가 뒷처리하는 사람 전반을 가리키는 일반명사다. 정식 명칭은 체르노빌 핵발전소 사고 청산작업 참여자(러시아어: участник ликвидации последствий аварии на Чернобыльской АЭС). 이 정식 명칭은 릭비다토리에게 수여된 훈장에 새겨져 있다.

## 업무
체르노빌 청산 작업은 광범위한 업무들로 이루어져 있었고 이에 참여한 사람들의 출신과 역할도 다양했다.
- 체르노빌 발전소 운영요원
- 사고 직후 출동한 소방관들
- 오염된 잔해들의 철거작업에 참여한 군 장병들
- 치안 유지 및 소개작업에 종사한 경찰들
- 군사 및 민사 위생요원들
  - 전염병 발생을 막기 위해 비워진 집들에 남겨진 음식물을 치운 여성 청소노동자들
  - 방사능에 오염된 동물들을 안락사한 수렵분대원들
- 헬리콥터 작전과 공중 방사능 모니터링에 참여한 공군 대원들 및 비행사들.[1]
- 그 밖에 사고 처리의 모든 과정에 참여한 과학자, 공학자, 노동자들
  - 운수 노동자들
  - 방사능 물질이 지하 대수층으로 유출되는 것을 막기 위해 발전소 지하를 파내려간 탄광 노동자들
  - 건설 전문가들
- 사고를 기록한 언론인들

## 건강 영향
세계보건기구(WHO)에 따르면 1986년과 1987년 두 해에만 24만 명의 노동자들이 소집되었고, 이후 60만 여명이 릭비다토리로 인정하는 인증서를 발급받았다.
1990년까지 체르노빌 청산작업 개별 작업자들이 노출된 방사선량은 최소 10 밀리시버트에서 최대 1 시버트에 이르렀고, 대부분 외부피폭이었다. 평균치는 120 밀리시버트이고 피폭자의 85%가 20 - 500 밀리시버트였다. 하지만 이러한 개인 피폭량 통계에는 큰 불확실성이 있다. 불확실성 정도는 작게는 50%에서 크게는 5배에 이르며, 특히 군 장병의 피폭량 기록이 높은 값으로 편향된 것으로 생각된다. [[UNSCEAR]에서는 총 53만 명의 작업자가 총 6만 사람시버트에 노출된 것으로 추산한다.
원자로 폭발 당시에 휘말려서 급성방사선증후군(ARS)으로 사망한 사람이 31 - 54명 있다는 것에 대해서는 대략 합의가 이루어져 있지만, 방사능의 만성효과로 인해 사망한 사람의 수가 어느 정도인지에 관해서는 확실한 정설이 없다. 최소 4천 명(2005-2006년 UN과 우크라이나, 벨라루스, 러시아 3국 정부의 공동컨소시엄 조사결과)부터 9만 3천 명 이상이라는 설까지 들쭉날쭉하다.